# Ford C-Max
El Ford C-Max (Focus C-Max antes de la reestilización del año 2006) es un monovolumen del segmento C producido por el fabricante de automóviles estadounidense Ford desde el año 2003. El C-Max tiene carrocería de cinco puertas, motor delantero transversal y tracción delantera. Sus principales rivales son los Citroën C4 Picasso, Opel Zafira, Peugeot 3008, Peugeot 5008, Renault Scénic, SEAT Altea, Toyota Corolla Verso y Volkswagen Touran.
Aunque C-MAX estaba inicialmente disponible sólo en Europa, la primera generación estuvo parcialmente disponible en Nueva Zelanda. El modelo norteamericano pondrá en marcha la segunda generación, incluida una variante híbrida.

## Primera generación (2003-2010)
El C-Max de primera generación comparte elementos estructurales con los Ford Focus II, Mazda 3 I y Mazda 5 II, así como algunas de sus motorizaciones diésel con modelos del Groupe PSA. Se ofrece únicamente con cinco plazas, y las puertas laterales son todas batientes.

### Motorizaciones
Las motorizaciones son todas de cuatro cilindros en línea. Los gasolina son un 1.6 litros de 100 CV de potencia máxima, un 1.8 litros de 125 CV y un 2.0 litros de 145 CV. Los diésel son un 1.6 litros en versiones de 90 y 109 CV, un 1.8 litros de 115 CV y un 2.0 litros de 136 CV, todos Duratorq con turbocompresor e inyección directa common rail.

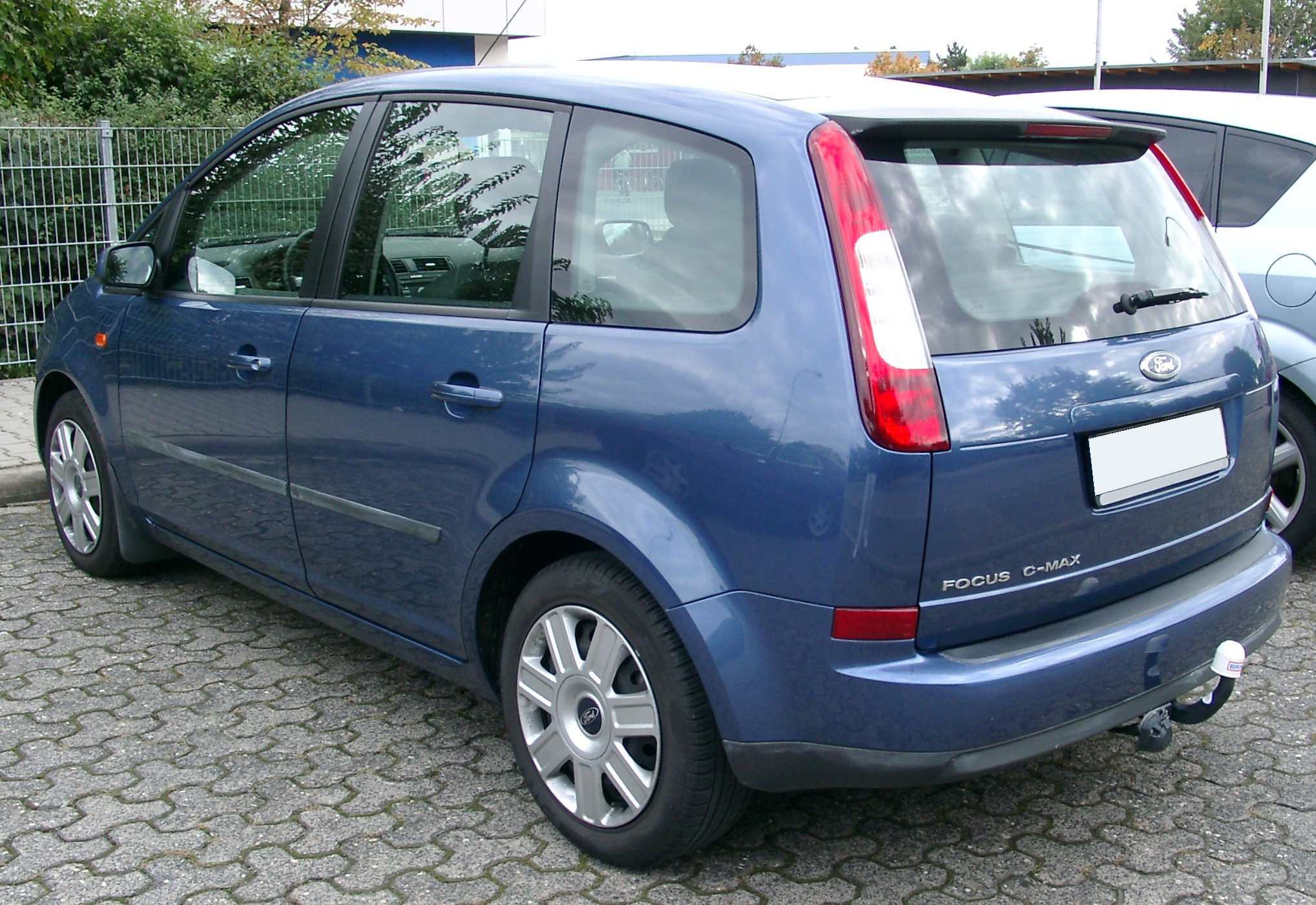
Ford C-Max vista posterior
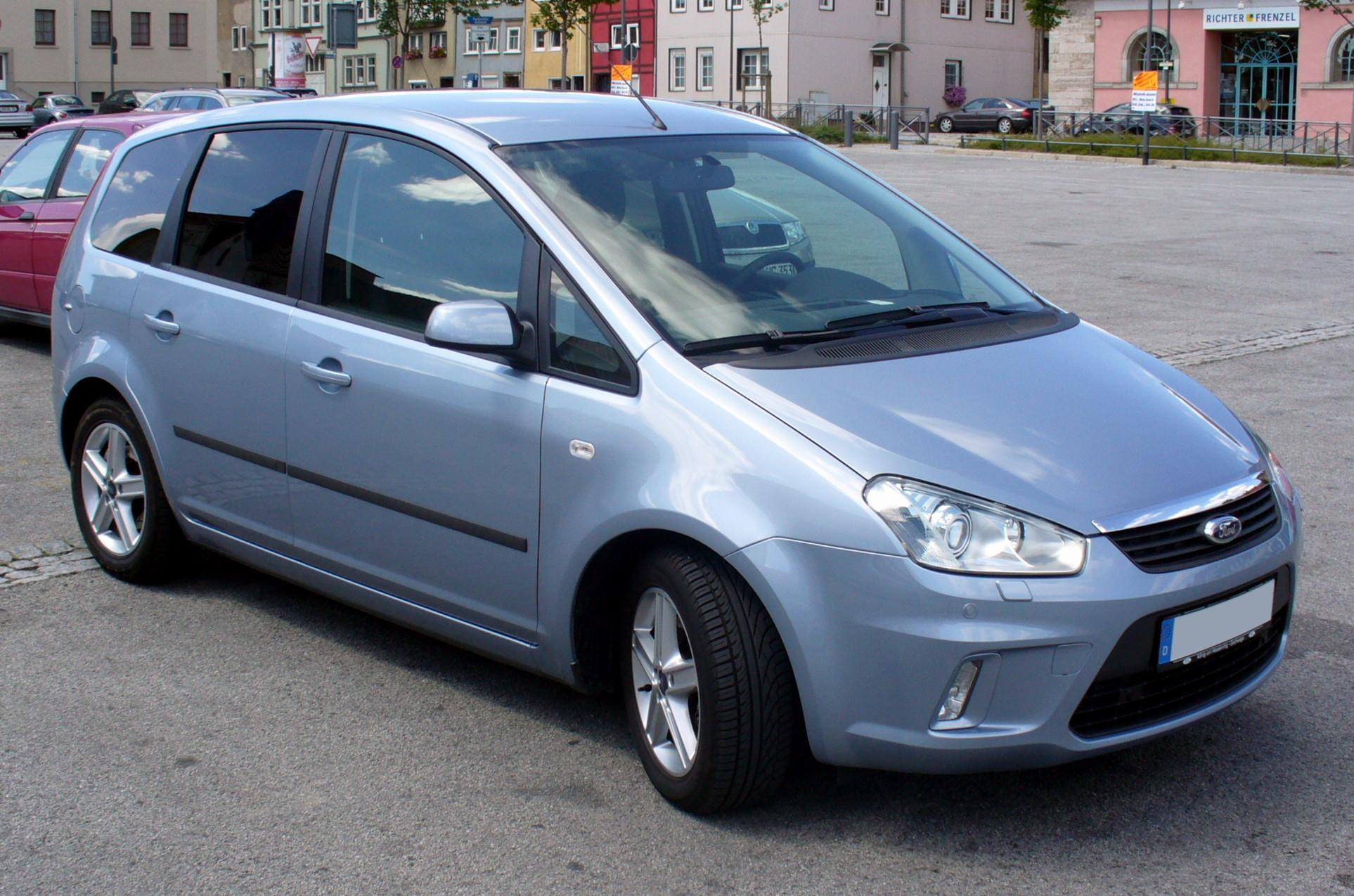
Rediseño 2007
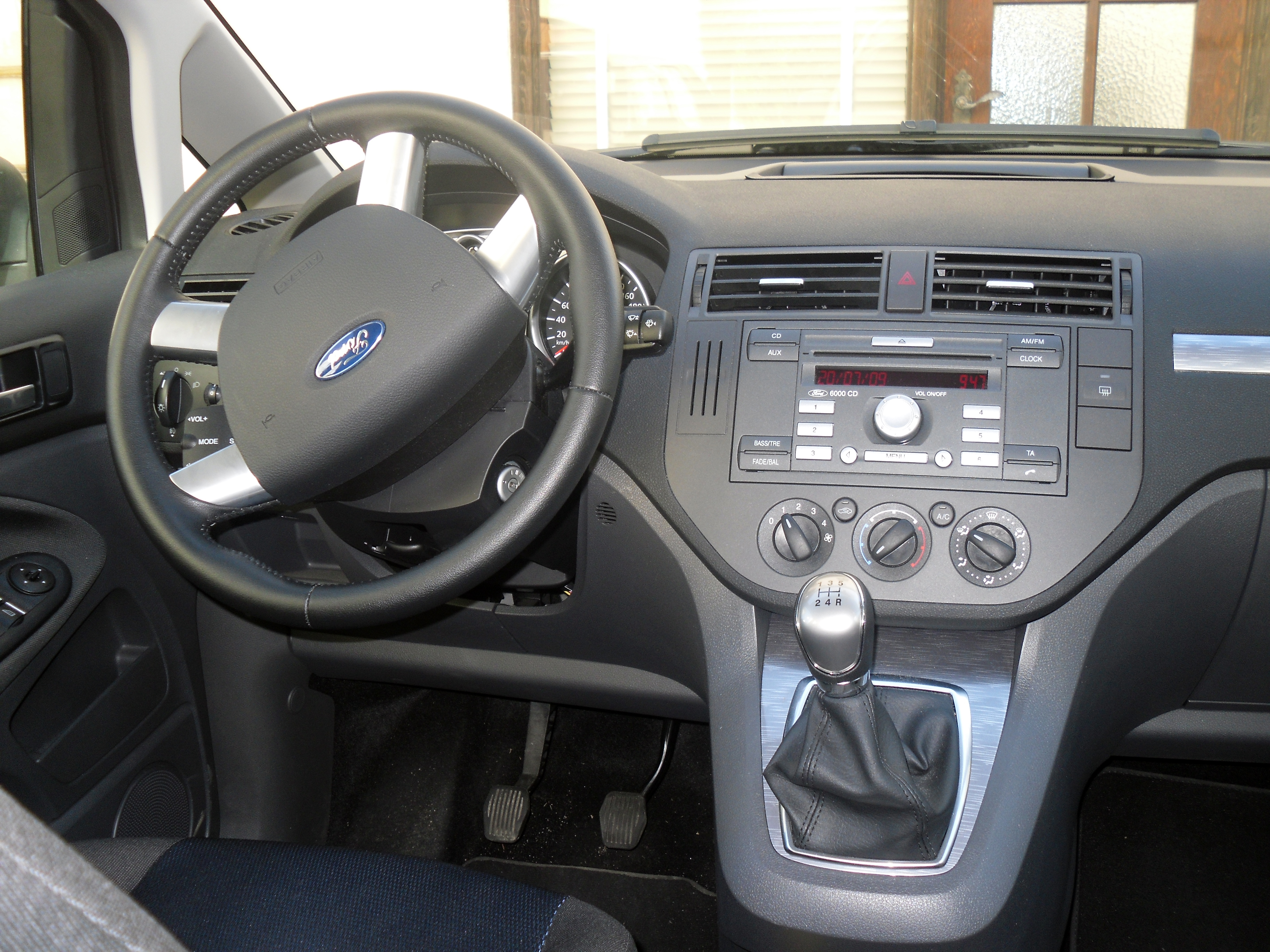
Interior

## Segunda generación (2009-2019)
La segunda generación del C-Max se presentó oficialmente en el Salón del Automóvil de Frankfurt de 2009. Estrenó la plataforma que usan los otros modelos del segmento C del grupo Ford, entre ellos el Focus III. Al igual que ocurre con el C4 Picasso y el Scénic, hay dos carrocerías diferentes: una corta de cinco plazas con puertas laterales pivotantes, y una larga de siete plazas ("Grand C-Max"), cuyas puertas laterales traseras sean corredizas. 

### Motorizaciones
El C-Max estrena un nuevo motor de gasolina: un cuatro cilindros en línea turboalimentado de 1.6 litros, llamado EcoBoost.
Cuenta con una versión híbrida denominada Ford C-Max Energi, un vehículo híbrido enchufable lanzado en Estados Unidos en octubre de 2012.

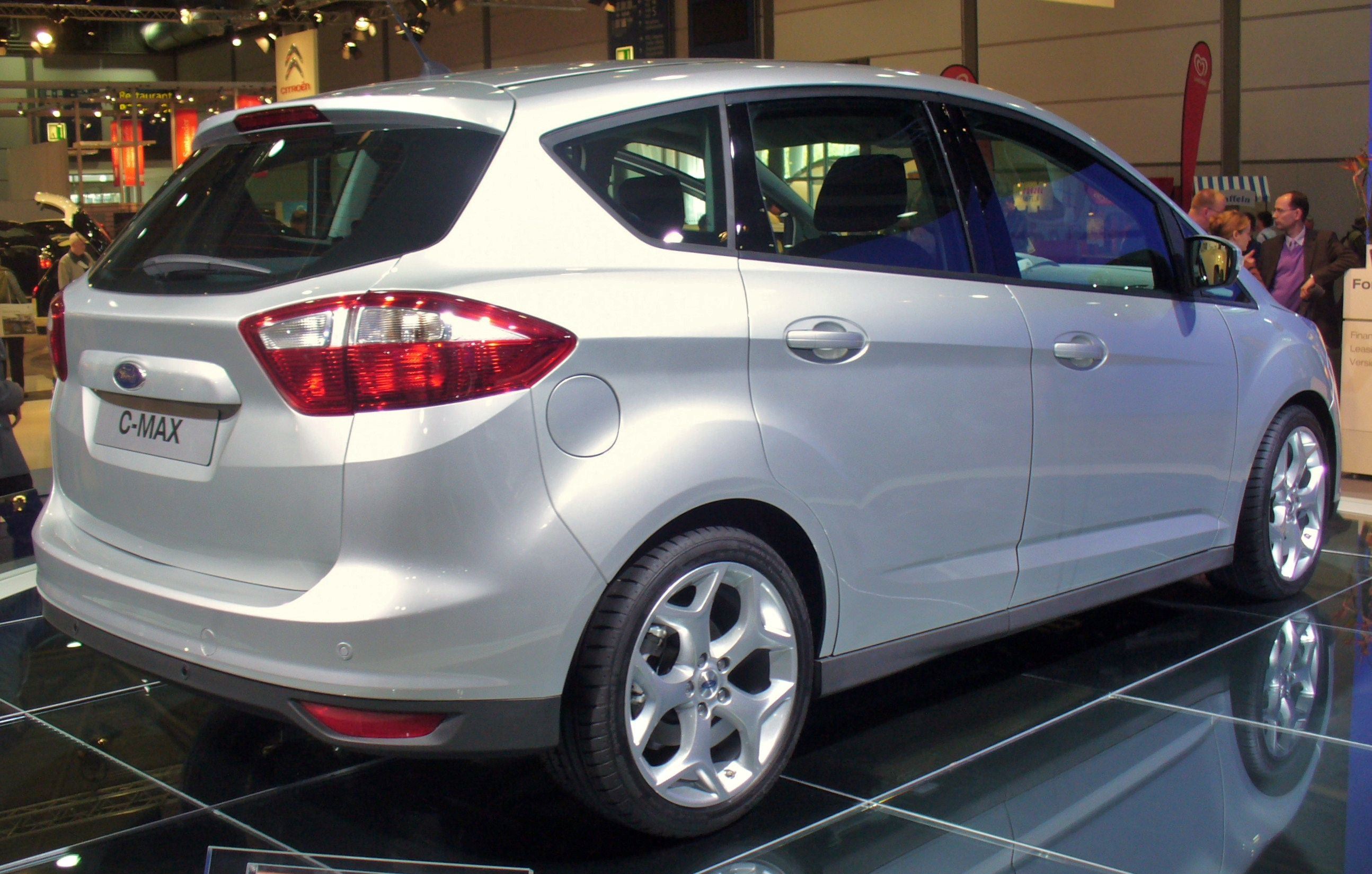
Ford C-Max vista posterior
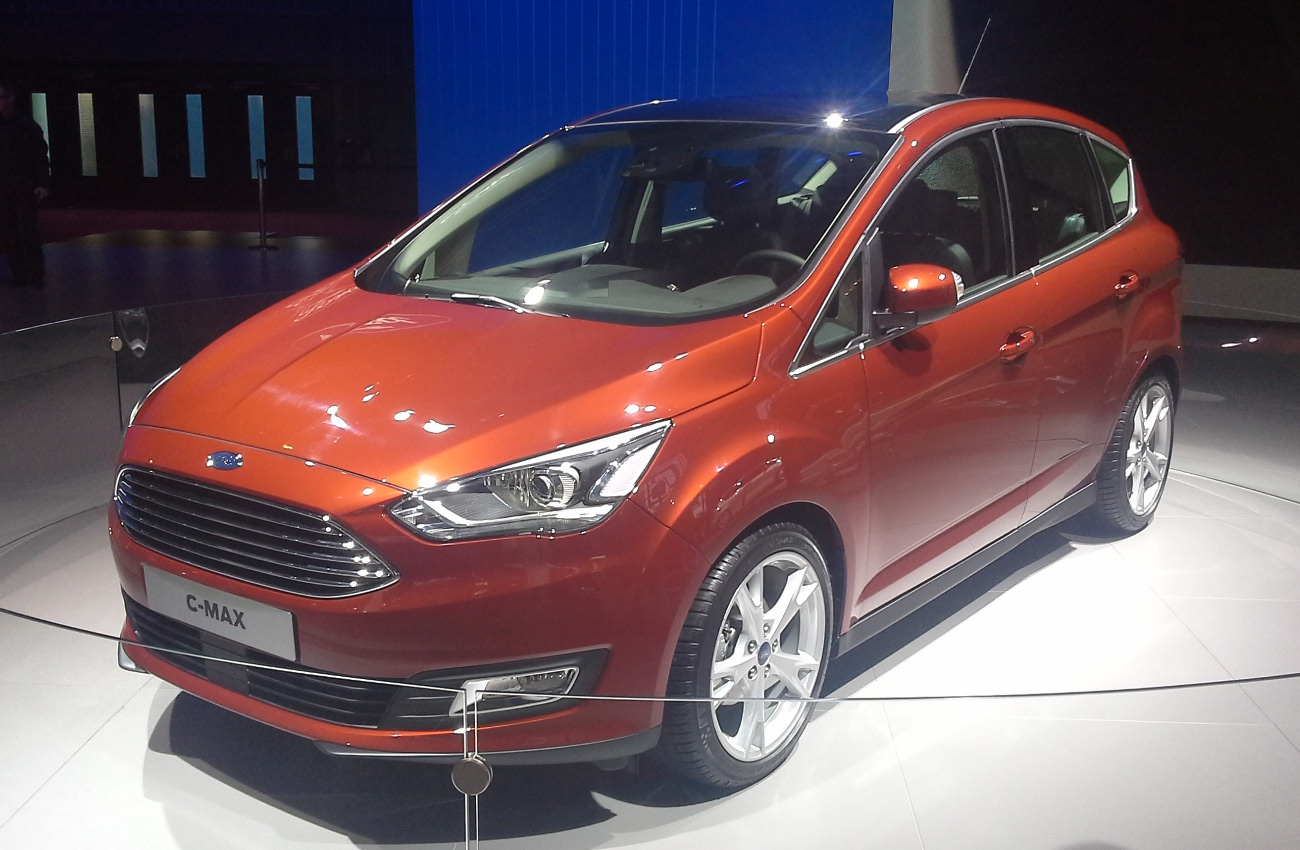
Rediseño
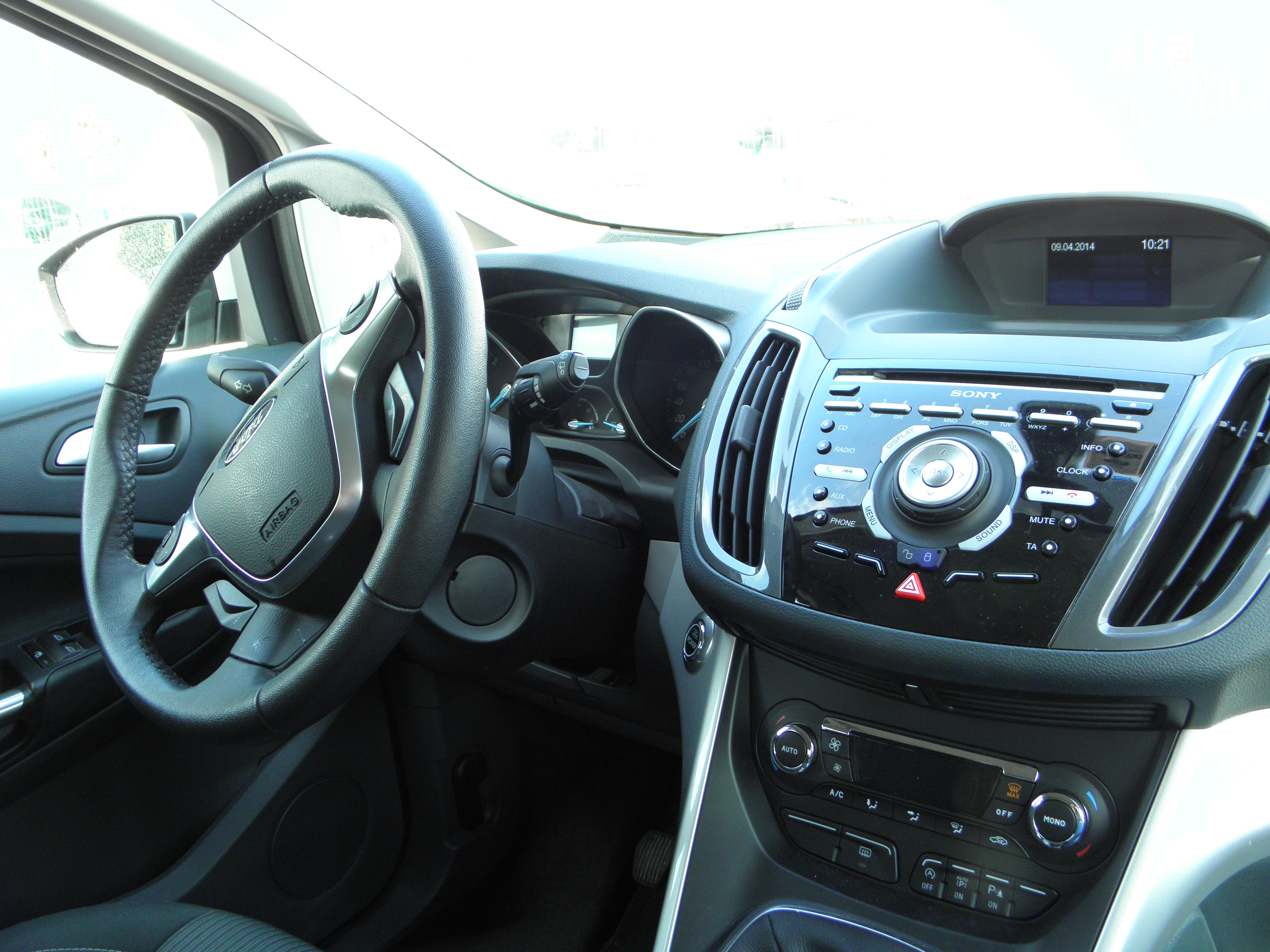
Interior
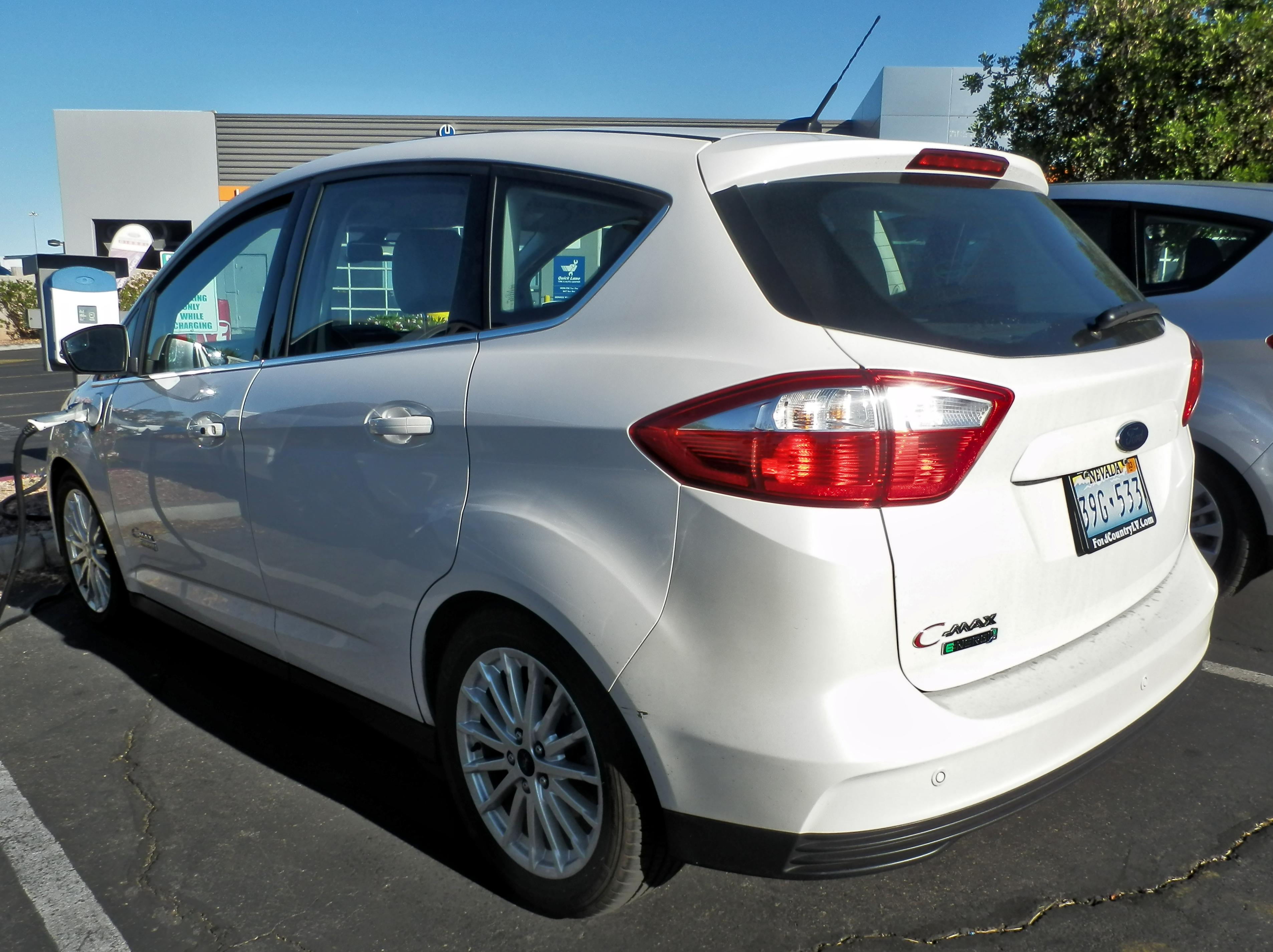
Ford C-Max Energi